# Col de Restefond
Le col de Restefond est un col de montagne alpin situé à 2 680 mètres d'altitude, entre le sommet du Restefond (2 794 m) et la cime des Trois Serrières (2 753 m), entre le faux col de Restefond (2 638 m) et le col de la Bonette (2 715 m), dans le département français des Alpes-de-Haute-Provence.

## Géographie
Il relie le vallon de Restefond et le ravin des Granges Communes tous deux sur la commune de Jausiers. Le col de Restefond n'est pas un col routier, il ne se situe pas directement sur la route de Bonette (ou de Nice) (M2205), seule voie goudronnée permettant de rallier Saint-Étienne-de-Tinée.
C'est le point haut d'une piste non carrossable, fermée à la circulation, qui part au-dessus des casernes de Restefond, côté Jausiers, à peu près à 1 km avant le col de la Bonette. La piste rejoint directement sur l'autre face (versant Saint-Étienne-de-Tinée), le col de Raspaillon. Comme la piste devait être la voie originelle avant que les militaires ne créent le col de la Bonette, la double dénomination Bonette-Restefond a été conservée.
La piste, longue de 2,7 km, permet aux piétons et vététistes, quand les conditions climatiques le permettent, de court-circuiter le col de la Bonette.
À 2 733 m d'altitude, au pied du Restefond et de la cime des Trois Serrières, se trouve l'ouvrage de Restefond, position d'artillerie de la ligne Maginot. Il est enterré près de la D 64, à la limite entre les communes de Jausiers et de Saint-Dalmas-le-Selvage.
Le col de Restefond est, pour les astronomes amateurs, un site d'observation très fréquenté, apprécié pour l'observation du ciel étoilé en raison de sa haute altitude et de sa position géographique qui garantit un taux d'ensoleillement et donc de nuit sans nuages assez élevé.